# Rayan Hamed
Rayan Hamed (en árabe: ريان حامد‎; Yeda, 13 de abril de 2002) es un futbolista saudí que juega en la demarcación de defensa para el Al-Ahli Saudi FC de la Liga Profesional Saudí.

## Selección nacional
Tras jugar con la selección de fútbol sub-23 de Arabia Saudita, finalmente hizo su debut con la selección absoluta el 6 de junio de 2024 en un encuentro de clasificación para la Copa Mundial de Fútbol de 2026 contra Pakistán que finalizó con un resultado de 0-3 a favor del combinado saudita tras un gol de Musab Al-Juwayr y un doblete de Firas Al-Buraikan.

## Clubes
| Club               | País           | Año   | Partidos | Goles |
| ------------------ | -------------- | ----- | -------- | ----- |
| Al-Ahli Saudi FC   | Arabia Saudita | 2021  | 2        | 0     |
| Al-Tai FC (cedido) | Arabia Saudita | 2022  | 1        | 0     |
| Al-Ahli Saudi FC   | Arabia Saudita | 2022- | 24       | 0     |

## Palmarés

### Títulos internacionales
| Título                            | Club                | Sede | Año  |
| --------------------------------- | ------------------- | ---- | ---- |
| Liga de Campeones Élite de la AFC | Al-Ahli Saudi F. C. | Yeda | 2025 |